# オーカワ
株式会社オーカワ（英: Ohkawa Co.,Ltd.）は奈良県吉野郡下市町に本社を置いていた、主にこんにゃく・胡麻豆腐の製造・販売を中心とする食品メーカーである。前身となる大川商店が1964年（昭和39年）に創業し、販売部門を分離する形で1985年（昭和60年）7月26日に設立された。

## 会社概要
こんにゃく、胡麻豆腐などの食品を製造販売していた。一般的に地元を中心に製造販売されているケースが多い範疇の食品の中で、同社は独自の技術で製品を仕上げており、近年ではローカロリー志向の高まりに伴い、「こんにゃくステーキ」なるアイデア商品を開発したりもしていた。2023年10月には同社で製造している高野山ごま豆腐（白・黒）がジャパン・フード・セレクションにおいて金賞を受賞した。
その他にもところてん、葛餅といった和風デザートの分野も開拓しており、また讃岐うどんなど麺類の製造もおこなっていた。
全国的に製品が流通していたが、かつては関西の一食品メーカーだった時代から読売テレビでCMを放送していたこともあり、関西地方での知名度は比較的高かった。過去に放送されたCMには西川のりおが出演していたこともある。

### 破産
しかし、食の嗜好の変化や同業者との競合で売り上げが減少。加えて原材料価格やエネルギー価格の高騰の影響や価格転嫁の難しさから、2016年4月期の年売上高約44億5000万円から2024年4月期には年売上高は約30億円に減少し、営業損益段階から赤字となった。2020年4月期に一時閉鎖していた中部圏の営業所を再開したり2021年4月期にも大阪事務所を開設したり、2023年4月期にパッケージのリニューアルもしたが業績改善にはつながらなかった。さらに同社が発売した「匠の生芋しらたき」において、一部に溶解が見受けられ、腐敗臭が確認されたとして、2024年8月1日より自主回収および返金を余儀なくされる事態が発生したため事業継続が困難となり、2024年8月9日に関連会社の大川商店とともに事業を停止して事後処理を弁護士に一任。同年9月17日に奈良地方裁判所から破産手続開始決定を受けた。事業停止時の負債総額は2社合計で約43億100万円だったが破産手続開始決定時には約68億2200万円に増額した。